# 레예스 카톨리코스역
레예스 카톨리코스 역(스페인어: Reyes Católicos)은 마드리드 지하철 10호선의 역이다. 마드리드 지방 산세바스티안데로스레예스 시의 토로스 라 테르세라 광장 근처에 있으며, 레예스 카톨리코스 대로에 위치해 있다. 요금구역상으로는 B1구역에 속한다.

## 역사
2007년 4월 26일 10호선 북부 연장구간인 메트로노르테 (MetroNorte)의 개통과 함께 문을 열었다.

## 환승 정보
역 주변에 버스 정류장이 두 곳 있다.
버스
- 알코벤다스 시내버스
  - 4, 5, 7번 버스 (주간)
- 시외버스
  - 153, 154, 154C, 158, 827A번 버스 (주간)
  - N102번 버스 (야간)

지하철
| 마드리드 지하철        | 마드리드 지하철        | 마드리드 지하철           |
| ---------------------- | ---------------------- | ------------------------- |
| 오스피탈 인판타 소피아 | 마드리드 지하철 10호선 | 바우나탈 푸에르타 델 수르 |